# Liste des films soviétiques sortis en 1934
Cet article présente une liste des films produits en Union soviétique en 1934:

## 1934
| 1934            |                |                                         |
| Tchapaïev       | Чапаев         | Gueorgui Vassiliev et Sergueï Vassiliev |
| Joyeux Garçons  | Весёлые ребята | Grigori Aleksandrov                     |
| Lieutenant Kijé | Поручик Киже   | Aleksandr Faintsimmer                   |
| Marionetki      | Марионетки     | Yakov Protazanov                        |